# Gugl-Meeting

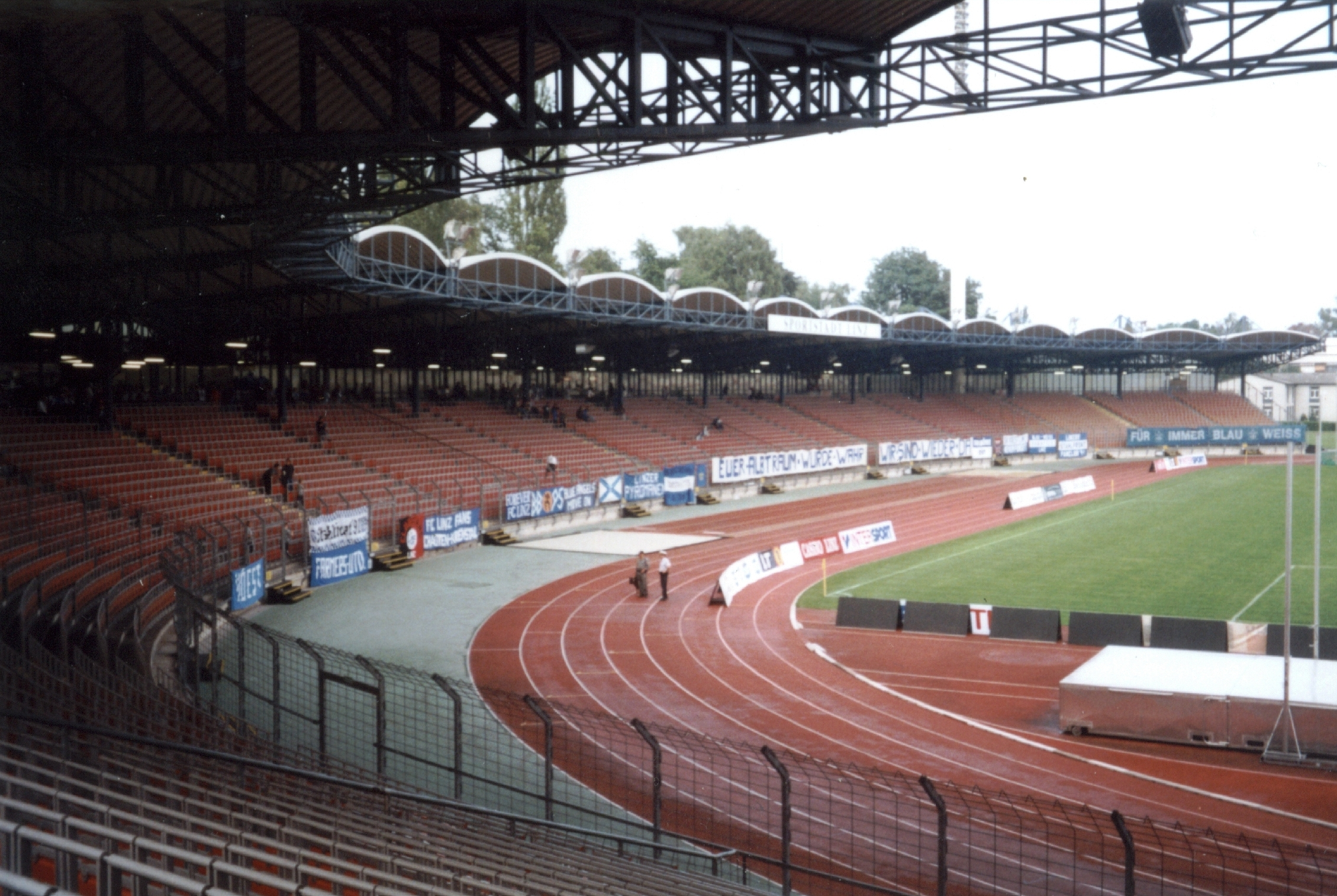
Das Linzer Stadion (2002)

Das Gugl-Meeting war eine Leichtathletik-Veranstaltung in Linz. Sie wurde 1988 ins Leben gerufen, war seit 1994 ein IAAF-Grand-Prix und ab 2006 EAA Premium Meeting. 1995 konnte man hier einen Stabhochsprung-Weltrekord verzeichnen (Daniela Bártová, Tschechien – 4,21 m). Die erfolgreichsten Athleten des Gugl-Meetings sind mit je vier Siegen die Sprinterin Merlene Ottey, Jamaika (1989 / 1992 / 1993 / 1995) und der Hürdenläufer Allen Johnson, Vereinigte Staaten (1995 / 1996 / 1997 / 2000). Das Linzer Stadion ist für die schnelle Bahn (Gugl-Rekord Männer über 100 m: 9,94 s – Davidson Ezinwa – Nigeria, 1994) und die gute Weitsprunganlage (3 Sprünge auf oder über 8,60 m) bekannt, Der US-amerikanische Weitspringer Dwight Phillips sprang 2004 mit 8,60 m Jahresweltbestleistung (die größte Weite weltweit in den vergangenen vier Jahren) und im Jahr 2005 mit 8,57 m die zweitbeste Weite des Jahres. Das letzte Meeting fand im Jahr 2008 statt.
Nach fünfjähriger Pause und dem Umbau des Linzer Stadions kehrte das Gugl-Meeting in Linz 2012 unter dem neuen Namen "Gugl Games" wieder zurück. Als Starter sind neben nationalen Athleten auch wieder eine Vielzahl an Profis aus anderen Ländern dabei. Die Gugl Games warben mit vielen Olympiasiegern, Weltmeistern und Weltrekordhaltern. Die Veranstaltung für 2015 wurde aus finanziellen Gründen abgesagt.